# Harold Warris Thompson

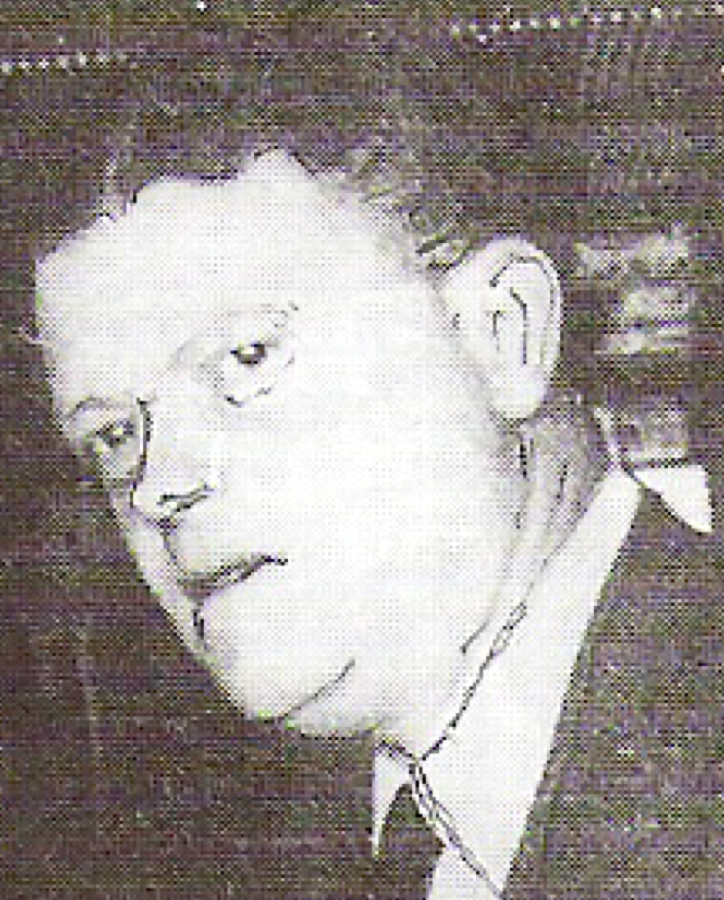
Harold Warris Thompson (1951)

Sir Harold Warris Thompson (* 15. Februar 1908 in Wombwell, Yorkshire; † 31. Dezember 1983) war ein englischer Chemiker (Infrarotspektroskopie, Physikalische Chemie, Fotochemie). Außerdem war er in Großbritannien ein einflussreicher Fußball-Funktionär.
Thompson ging in Sheffield zur Schule und studierte am Trinity College in Oxford als Schüler von Cyril Norman Hinshelwood. 1929 erwarb er seinen Bachelor-Abschluss mit Bestnoten und ging nach Berlin zu Fritz Haber, bei dem er promoviert wurde (Dissertation: 1. Die Verbrennung von Schwefelkohlenstoff mit Sauerstoff, 2. Untersuchungen über Explosionsgrenzen). 1930 kehrte er nach Oxford zurück und wurde Fellow und später Vizepräsident des St John’s College.
Er befasste sich mit Kinetik von Gasreaktionen und Molekülspektroskopie. Im Zweiten Weltkrieg arbeitete er mit G. B. B. M. Sutherland beim Ministry of Aircraft Production an der Infrarot-spektroskopischen Analyse von erbeutetem feindlichem Flugzeugtreibstoff.
Er war auch aktiver Fußballer im Fußballclub der Universität Oxford und war 1976 bis 1981 Vorsitzender der Football Association. Er spielte eine wichtige Rolle in der Entlassung des Trainers der englischen Nationalmannschaft, Alf Ramsey, nachdem sich das Team nicht für die Weltmeisterschaft 1974 qualifiziert hatte. 1948 gründete er den Pegasus Club (Amateur-Fußballer der Universitäten Oxford und Cambridge).
1965 erhielt er die Davy-Medaille und 1968 wurde er als Knight Bachelor geadelt. Er wurde 1946 Fellow der Royal Society, deren Foreign Secretary er von 1965 bis 1971 war, und 1971 Ritter der Ehrenlegion. Von 1963 bis 1966 war er Präsident des International Council of Scientific Unions (ICSU) und 1973 bis 1975 von IUPAC. Im Jahr 1977 wurde er zum Mitglied der Leopoldina gewählt.
Er war 20 Jahre lang Herausgeber von Spectrochimica Acta A und Elsevier stiftete ihm zu Ehren den Thompson Award für Aufsätze in Molekülspektroskopie in dieser Zeitschrift.
Mehrere seiner Schüler wurden Fellows der Royal Society: Frederick Sydney Dainton, C.F. Kearton, John Wilfrid Linnett, Ian Mills, Rex Edward Richards und David H. Whiffen.